# ديباك لال
ديباك لال (بالإنجليزية: Deepak Lal)‏ هو اقتصادي وأستاذ جامعي وكاتب بريطاني، ولد في 3 يناير 1940 في لاهور في باكستان.